# (8715) 1995 OX1
A (8715) 1995 OX1 a Naprendszer kisbolygóövében található aszteroida. Y. Shimizu és Urata Takesi fedezte fel 1995. július 26-án.